# Copa Montevideo
De Copa Montevideo was een vriendschappelijke voetbalcompetitie die tussen 1953 en 1971 onregelmatig werd gespeeld in het Uruguayaanse Montevideo. Samen met de Copa Rio en de Pequeña Copa del Mundo was de Copa Montevideo een van de voorlopers van de Wereldbeker.

## Geschiedenis
De eerste Copa Montevideo werd in 1953 georganiseerd door de Uruguayaanse topclubs Club Nacional de Football en CA Peñarol. Behalve deze twee ploegen deden er nog zes buitenlandse ploegen mee aan het toernooi, dat werd gewonnen door Nacional. Een tweede editie in 1954 kende eveneens acht deelnemers en ditmaal won Peñarol. Hierna werd de Copa Montevideo niet meer georganiseerd tot aan 1969.

### Tweede periode: 1969-1971
In 1969 werd de Copa Montevideo nieuw leven ingeblazen door de Argentijnse zakenman Samuel Ratinoff. Behalve Nacional en Peñarol namen er nu maar vier buitenlandse ploegen deel, waaronder twee uit Argentinië. Ook deze drie toernooien werden door de thuisploegen gewonnen: Nacional zegevierde in 1969 en 1970, terwijl Peñarol in 1971 won.

## Toernooi-opzet
De acht (1953-1954) of zes (1969-1971) deelnemende ploegen speelden een halve competitie: elke ploeg speelde eenmaal tegen de overige deelnemers. De ploeg met de meeste punten werd winnaar van de Copa Montevideo. Alle wedstrijden werden in het Estadio Centenario gespeeld.

## Erelijst
| Jaar | Winnaar                   | Tweede                    | Derde                     |
| ---- | ------------------------- | ------------------------- | ------------------------- |
| 1953 | Club Nacional de Football | Botafogo FR               | CA Peñarol                |
| 1954 | CA Peñarol                | Club Nacional de Football | Fluminense FC             |
| 1969 | Club Nacional de Football | TJ Sparta ČKD Praha       | CA Vélez Sarsfield        |
| 1970 | Club Nacional de Football | CA Peñarol                | CA San Lorenzo de Almagro |
| 1971 | CA Peñarol                | Club Nacional de Football | CA San Lorenzo de Almagro |

## Copa Ciudad de Montevideo
Na 1971 werd nog tweemaal de Copa Ciudad de Montevideo gespeeld, dat ondanks de gelijkaardige naam een ander toernooi was dan de Copa Montevideo. Naast Nacional en Peñarol deden hier ook de twee grootste Argentijnse clubs, CA Boca Juniors en CA River Plate, aan mee. Nacional won beide edities.
1953 ·
1954 ·
1969 ·
1970 ·
1971